# Laganás (Zante)
Laganás, en grec moderne : Λαγανάς, est un village et ancien dème du district régional de Zante, en Grèce. Depuis 2010, il est fusionné au sein du dème de Zante.
Selon le recensement de 2011, la population du dème compte 6 986 habitants tandis que celle du village s'élève à 729 habitants.